# District de Mecula
Le district de Mecula est une subdivision administrative de la province de Niassa au nord du Mozambique. En 2007, sa population est de 13 779 habitants.

## Source de la traduction
- (en) Cet article est partiellement ou en totalité issu de l’article de Wikipédia en anglais intitulé « Mecula District » (voir la liste des auteurs).